# Sofia Eleonora di Sassonia
Sofia Eleonora di Sassonia (Dresda, 23 novembre 1609 – Darmstadt, 2 giugno 1671) era la primogenita del principe elettore Giovanni Giorgio I di Sassonia (1585-1656) e della sua seconda moglie, la principessa Maddalena Sibilla di Hohenzollern (1586-1659), figlia del duca Alberto Federico di Prussia.

## Biografia
Il suo matrimonio, all'inizio della guerra dei trent'anni, con il futuro langravio Giorgio II d'Assia-Darmstadt, celebrato il 1º luglio 1627 nello Schloss Hartenfels di Torgau fu festeggiato, nonostante i momenti difficili, come evento significativo sotto il profilo politico e dinastico. In occasione delle nozze venne messa in scena per la prima assoluta la prima opera lirica tedesca, la Tragicomoedia von der Dafne (Tragicommedia di Dafne) di Heinrich Schütz.
Anche grazie al matrimonio con Sofia Eleonora, che lo rese genero del principe elettore sassone, Giorgio riuscì a veder riconosciuta dal re Gustavo II Adolfo di Svezia la neutralità dell'Assia-Darmstadt nel corso della guerra dei trent'anni.
L'università e la biblioteca di stato di Darmstadt devono a Sofia Eleonora un significativo aumento delle opere d'arte in esse raccolte, compreso il Thesaurus Picturarum del consigliere ecclesiastico palatino Marcus zum Lamm (1544-1606).

## Discendenza
- Luigi VI (1630–1678), langravio d'Assia-Darmstadt

∞ 1. 1650 principessa Maria Elisabetta di Holstein-Gottorp (1634–1665)
∞ 2. 1666 principessa Elisabetta Dorotea di Sassonia-Gotha-Altenburg (1640–1709)
- Maddalena Sibilla (1631–1651)
- Giorgio (1632–1676), langravio d'Assia-Itter

∞ 1. 1661 principessa Dorotea Augusta di Schleswig-Holstein-Sonderburg (1636–1662)
∞ 2. 1667 contessa Giuliana Alessandrina di Leiningen-Dagsburg-Heidesheim (1651–1703)
- Sofia Eleonora (1634–1663)

∞ 1650 langravio Guglielmo Cristoforo d'Assia-Homburg (1625–1681)
- Elisabetta Amalia (1635–1709)

∞ 1653 Elettore Filippo Guglielmo del Palatinato (1615–1690)
- Luisa Cristina (1636–1697)

∞ 1665 conte Cristoforo Luigi I di Stolberg (1634–1704)
- Anna Maria (*/† 1637)
- Anna Sofia (1638–1683), badessa di Quedlinburg 1681–1683
- Amalia Giuliana (*/† 1639)
- Enrichetta Dorotea (1641–1672)

∞ 1667 conte Giovanni II di Waldeck-Pyrmont (1623–1668)
- Giovanni (*/† 1643)
- Augusta Filippina (1643–1672)
- Agnese (*/† 1645)
- Maria Edvige (1647–1680)

∞ 1671 duca Bernardo I di Sassonia-Meiningen

## Ascendenza
|                                     |                      |                                   | Genitori                       |  |  | Nonni |  |  | Bisnonni              |  |  | Trisnonni             |  |
|                                     |                      |                                   |                                |  |  |       |  |  | Augusto I di Sassonia |  |  | Enrico IV di Sassonia |  |
|                                     |                      |                                   |                                |  |  |       |  |  | Augusto I di Sassonia |  |  | Enrico IV di Sassonia |  |
|                                     |                      | Caterina di Meclemburgo-Schwerin  |                                |  |  |       |  |  | Augusto I di Sassonia |  |  |                       |  |
| Cristiano I di Sassonia             |                      |                                   |                                |  |  |       |  |  | Augusto I di Sassonia |  |  |                       |  |
|                                     |                      | Anna di Danimarca                 | Cristiano III di Danimarca     |  |  |       |  |  |                       |  |  |                       |  |
|                                     |                      | Anna di Danimarca                 | Cristiano III di Danimarca     |  |  |       |  |  |                       |  |  |                       |  |
|                                     |                      | Anna di Danimarca                 | Dorotea di Sassonia-Lauenburg  |  |  |       |  |  |                       |  |  |                       |  |
| Giovanni Giorgio I di Sassonia      |                      | Anna di Danimarca                 |                                |  |  |       |  |  |                       |  |  |                       |  |
|                                     |                      | Giovanni Giorgio di Brandeburgo   | Gioacchino II di Brandeburgo   |  |  |       |  |  |                       |  |  |                       |  |
|                                     |                      | Giovanni Giorgio di Brandeburgo   | Gioacchino II di Brandeburgo   |  |  |       |  |  |                       |  |  |                       |  |
|                                     |                      | Giovanni Giorgio di Brandeburgo   | Maddalena di Sassonia          |  |  |       |  |  |                       |  |  |                       |  |
| Sofia di Brandeburgo                |                      | Giovanni Giorgio di Brandeburgo   |                                |  |  |       |  |  |                       |  |  |                       |  |
|                                     |                      | Sabina di Brandeburgo-Ansbach     | Giorgio di Brandeburgo-Ansbach |  |  |       |  |  |                       |  |  |                       |  |
|                                     |                      | Sabina di Brandeburgo-Ansbach     | Giorgio di Brandeburgo-Ansbach |  |  |       |  |  |                       |  |  |                       |  |
|                                     |                      | Sabina di Brandeburgo-Ansbach     | Edvige di Münsterberg-Oels     |  |  |       |  |  |                       |  |  |                       |  |
| Sofia Eleonora di Sassonia          |                      | Sabina di Brandeburgo-Ansbach     |                                |  |  |       |  |  |                       |  |  |                       |  |
|                                     | Alberto I di Prussia | Federico I di Brandeburgo-Ansbach |                                |  |  |       |  |  |                       |  |  |                       |  |
|                                     | Alberto I di Prussia | Federico I di Brandeburgo-Ansbach |                                |  |  |       |  |  |                       |  |  |                       |  |
|                                     | Alberto I di Prussia | Sofia di Polonia                  |                                |  |  |       |  |  |                       |  |  |                       |  |
| Alberto Federico di Prussia         | Alberto I di Prussia |                                   |                                |  |  |       |  |  |                       |  |  |                       |  |
|                                     |                      | Anna Maria di Brunswick-Lüneburg  | Eric I di Brunswick-Lüneburg   |  |  |       |  |  |                       |  |  |                       |  |
|                                     |                      | Anna Maria di Brunswick-Lüneburg  | Eric I di Brunswick-Lüneburg   |  |  |       |  |  |                       |  |  |                       |  |
|                                     |                      | Anna Maria di Brunswick-Lüneburg  | Elisabetta di Brandeburgo      |  |  |       |  |  |                       |  |  |                       |  |
| Maddalena Sibilla di Prussia        |                      | Anna Maria di Brunswick-Lüneburg  |                                |  |  |       |  |  |                       |  |  |                       |  |
|                                     |                      | Guglielmo di Jülich-Kleve-Berg    | Giovanni III di Kleve          |  |  |       |  |  |                       |  |  |                       |  |
|                                     |                      | Guglielmo di Jülich-Kleve-Berg    | Giovanni III di Kleve          |  |  |       |  |  |                       |  |  |                       |  |
|                                     |                      | Guglielmo di Jülich-Kleve-Berg    | Maria di Jülich-Berg           |  |  |       |  |  |                       |  |  |                       |  |
| Maria Eleonora di Jülich-Kleve-Berg |                      | Guglielmo di Jülich-Kleve-Berg    |                                |  |  |       |  |  |                       |  |  |                       |  |
|                                     |                      | Maria d'Austria                   | Ferdinando I d'Asburgo         |  |  |       |  |  |                       |  |  |                       |  |
|                                     |                      | Maria d'Austria                   | Ferdinando I d'Asburgo         |  |  |       |  |  |                       |  |  |                       |  |
|                                     |                      | Maria d'Austria                   | Anna Jagellone                 |  |  |       |  |  |                       |  |  |                       |  |
|                                     |                      | Maria d'Austria                   |                                |  |  |       |  |  |                       |  |  |                       |  |